# سوينك (كولورادو)
سوينك (بالإنجليزية: Swink, Colorado)‏ هي بلدة تقع في مقاطعة أوتيرو، كولورادو بولاية كولورادو في الولايات المتحدة. تبلغ مساحتها 0.7 (كم²)، وترتفع عن سطح البحر 1256 م، بلغ عدد سكانها 696 نسمة في عام 2000 حسب إحصاء مكتب تعداد الولايات المتحدة وتصل الكثافة السكانية فيها 994.3 نسمة/كم2.

## وصلات خارجية
- The US50 - Cities and Towns in Colorado State
- Colorado Cities and Towns, Facts, Map, Flag, Colleges, Government, and More